# Fresnes-lès-Montauban
Fresnes-lès-Montauban é uma comuna francesa na região administrativa de Altos da França, no departamento de Pas-de-Calais. Estende-se por uma área de 4,95 km². Em 2010 a comuna tinha 582 habitantes (densidade: 117,6 hab./km²).